# Коледниче
Коледниче, научно известно като Шлумбергера (Schlumbergera), е род растения, принадлежащи към семейство Кактусови (Cactaceae), включително само шест вида епифитни кактуси, растящи предимно в Югоизточна Бразилия. Името на растението от рода идва от времето, когато те цъфтят, точно около празничния сезон на Коледа. Известен е още като кактус на Деня на благодарността и ваканционен кактус по същата причина.

## Разпространение
За разлика от много кактуси, Коледничето не живее естествено в горещи и сухи условия. В дивата природа ще го намерите да расте на сенчести места във влажни гори, като цяло в процепи на скали или дървета на надморска височина, варираща от 700 до 2300 метра над морското равнище. Произхожда от влажните бразилски гори, където цъфти като епифит по стволовете и корените на дърветата в разгара на тропическото лято, което съвпада с най-студеното време от зимата в България.

## Характеристика
Коледничето обича почвата да бъде леко влажна и се адаптира добре към доста слаба светлина. През вегетационния сезон (приблизително от април до септември), то обича светлината да бъде по-ярка, защото му помага за разлистването на цветята, но през останалото време може да живее и в полусянка. Единственото нещо, което не харесва, е пряка слънчева светлина, но иначе е доста непретенциозно за отглеждане. Поддръжка веднъж месечно през пролетта и лятото ще му помогне да разлисти повече цветя. Тази допълнителна работа в средата на годината ще гарантира на това растение щастлива Коледа.

## Описание
Schlumbergeras имат въздушни корени: те абсорбират вода от влагата на въздуха и хранителни вещества от дъждовни капки. Цветята са с форма на фуния, обикновено розови или белезникаво-розови (обаче култиваторите, отглеждани в разсадници, също могат да имат оранжеви, жълти или червени цветя), и имат 20 – 30 венчелистчета. При повечето видове има основна разлика между външните и вътрешните венчелистчета. Външните обикновено са къси, отделени един от друг, извити навън. Вътрешните, вместо това, са по-дълги и при повечето видове се слети заедно в основата, за да образуват тръба. Тази маркирана разлика между двата вида листенца създава впечатление за „цвете в рамките на цвете“ при някои видове. В естественото си местообитание опрашителите обикновено са колибри. Плодовете обикновено са крушовидни, гладки и често червени. В естественото им местообитание те се ядат от птици, които са отговорни за разпръскването на семената.

## Сорт и видове
Тук по-долу са признати шестте вида към днешна дата.
- Epiphyllanthus
- Opuntiopsis
- Zygocactus
- Zygocereus
- Epiphyllum